# قائمة الصحاري

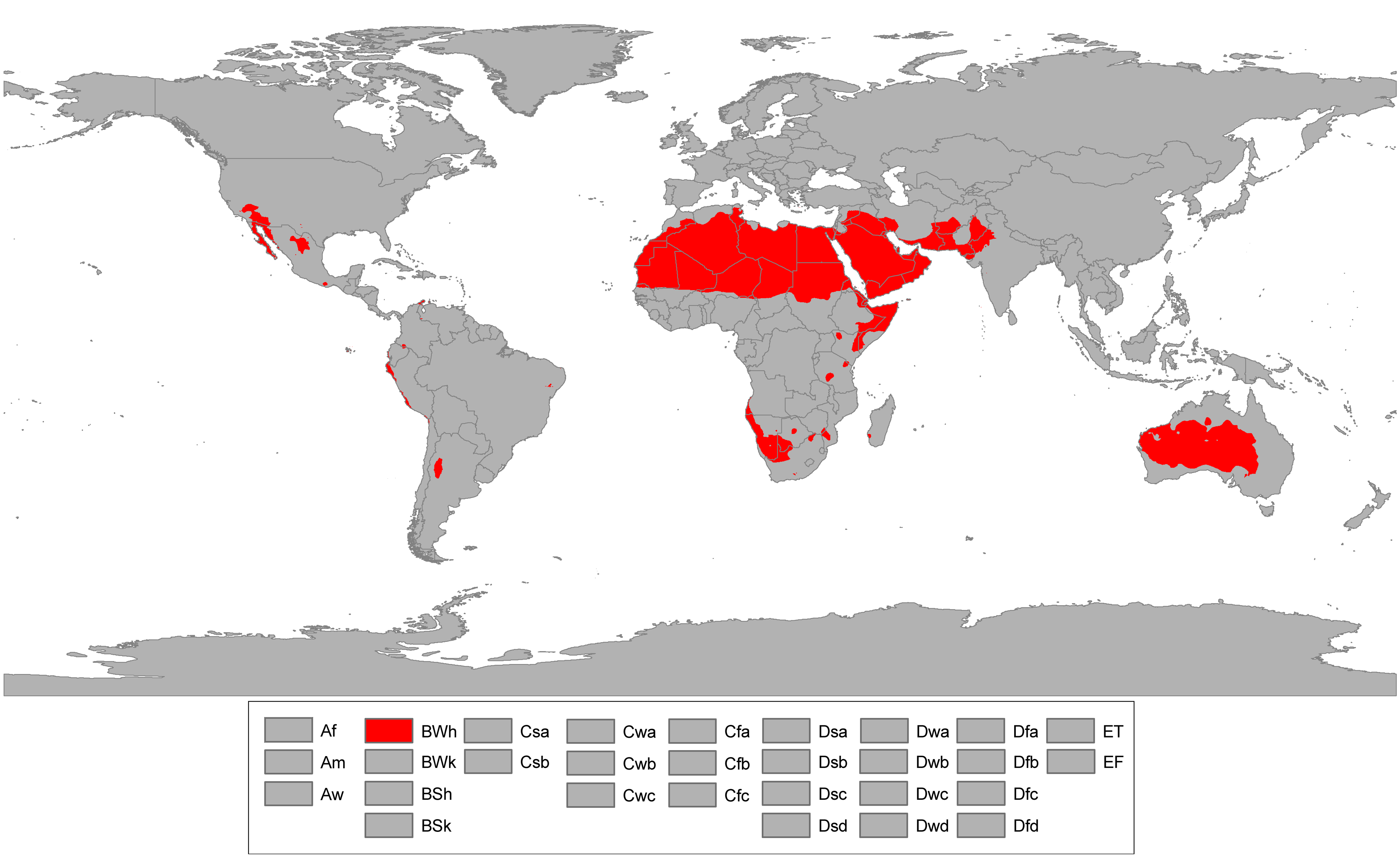
توزع الصحاري في العالم باللون الأحمر

هذه قائمة بالصحاري في العالم مصنفة من حيث الموقع الجغرافي.

## القارات والمناطق

### أفريقيا
- الصحراء الجزائرية – الشمال الأفريقي (جزء من الصحراء الواقعة في الجزائر)
- الصحراء الليبية – الشمال الأفريقي (جزء من الصحراء الواقعة في ليبيا)
- صحراء كالهاري – الجنوب الأفريقي
- الصحراء الكبرى –أكبر صحراء حارة وجافة في العالم.
- صحراء نامبيا – الجنوب الأفريقي

### القارة القطبية الجنوبية
- صحراء القارة المتجمدة الجنوبية -الأجزاء الداخلية من القارة تشكل صحراءاً قطبية وهي أكبر صحراء في العالم.[1][2]

### أسيا
- جوبي –صحراء في منغوليا
- تكلامكان – في الصين
- صحراء أوردوس – في الصين
- صحراء قره قوم – في آسيا الوسطى
- قيزيل قوم – في كازاخستان وأوزبكستان
- صحراء طهار وجولستان في الهند وباكستان
- صحراء لوط - صحراء ملحيَّة في جنوب شرق إيران وهي أشد المناطق سخونة على الأرض.
- صحراء كوير –في وسط إيران

### أستراليا
- صحراء قبسون – في أستراليا
- صحراء الرمل الكبرى – في أستراليا
- صحراء فكتوريا الكبرى في أستراليا
- صحراء سمبسون – في وسط أستراليا
- صحراء الرمل الصغرى – في غرب أستراليا
- صحراء سترزيليكي – في جنوب-وسط أستراليا
- صحراء تنامي – في شمال أستراليا

### نيوزيلاندا
- صحراء رنقيبو – في شمال نيوزيلاندا

### أوروبا
- صحراء أكونا -في توسكانا في إيطاليا
- بارديناس رياليس - في منطقة نافارا في أسبانيا.[3]
- صحراء بيدو – محافظة بولندا الصغرى، بولندا
- ديليبلاتسكا بيسكارا - في فويفودينا، صربيا
- مرتفعات آيسلندا - أكبر صحراء في آيسلندا
- صحراء أولتينيا – أولتينيا في رومانيا
- صحراء تابيرناس – في المرية، إسبانيا.[4]

### الشرق الأوسط
- الصحراء العربية – وهي الصحراء المتكونة في شبه الجزيرة العربية وتشمل صحراء الدهناء، رملة السبعتين، صحراء الربع الخالي، صحراء النفود الكبير وغيرها من الصحارى الصغيرة.
- صحراء كوير – صحراء في وسط إيران
- صحراء لوط – صحراء ضخمة في الجنوب الشرقي من إيران
- صحراء النقب – صحراء في جنوب فلسطين
- صحراء سيناء – وتقع في مصر

### أمريكا الشمالية
- غريت باسين أو الحوض العظيم وهي أكبر صحراء من حيث المساحة في أمريكا وتقع في غرب الولايات المتحدة
- صحراء موييف – وتقع في جنوبي كاليفورنيا
- صحراء شيواوية – ثاني أكبر صحراء في أميركا الشمالية بين الولايات المتحدة والمكسيك
- صحراء سونورا – بين الولايات المتحدة والمكسيك

### أمريكا الجنوبية
- صحراء باتاغونيا – أكبر صحراء في القارتين الأمريكيتين وتقع في الأرجنتين
- صحراء اغواخيرا – صحراء في شمال كولومبيا
- أتاكاما – صحراء في تشيلي، أكثر مناطق الأرض جفافاً
- صحراء سيتشورا – في البيرو
- صحراء مونتي- في الأرجنتين